# Pelecopsis robusta
Pelecopsis robusta är en spindelart som beskrevs av Weiss 1990. Pelecopsis robusta ingår i släktet Pelecopsis och familjen täckvävarspindlar.
Artens utbredningsområde är Rumänien. Inga underarter finns listade i Catalogue of Life.